# Sunglasses at Night
Sunglasses at Night is een nummer van de Canadese zanger Corey Hart. Het is de eerste single van zijn debuutalbum First Offence uit 1983. Op 21 januari 1984 werd het nummer eerst in de VS en Canada op single uitgebracht en in september dat jaar volgden Europa, Australië en Nieuw-Zeeland.

## Achtergrond
De plaat werd slechts in een aantal landen een hit en bereikte in Harts' thuisland Canada een bescheiden 24e positie. In de VS werd de 7e positie bereikt in de Billboard Hot 100. In Australië werd de 16e positie behaald, Nieuw-Zeeland de 17e en Duitsland de 21e. 
In Nederland werd de plaat veel gedraaid op Hilversum 3 en werd een radiohit. Desondanks was het succes bescheiden met een 48e positie in de Nationale Hitparade. In de Top 40 werd plaats 35 bereikt. In de Europese hitlijst op Hilversum 3, de TROS Europarade, werd géén notering behaald. Het werd wel een Dancesmash op Radio 538.
In België werd géén notering behaald in zowel de voorloper van de Vlaamse Ultratop 50 als de Vlaamse Radio 2 Top 30 en de voorloper van de Waalse Ultratop 50.
Meer succes had een coverversie die Tiga en Zyntherius maken. Deze versie weet in juni 2002 in Nederland de 48e positie in de publieke hitlijst te bereiken; toentertijd de Mega Top 100 op destijds Radio 3FM. 